# Eagles of Death Metal
Eagles of Death Metal är en amerikansk garagerockgrupp, bildad 1998 av Josh Homme, från Queens of the Stone Age, och Jesse Hughes. De albumdebuterade dock först 2004 med Peace, Love, Death Metal, vilket följdes upp 2006 med Death by Sexy samt 2008 Heart On.

## Terroristattacken på Bataclan
Huvudartikel: Terrordåden i Paris i november 2015
13 november 2015 spelade gruppen på en utsåld konsert på Bataclan i Paris, då beväpnade terrorister attackerade konserthuset och sköt in i folkmassan varvid ett stort antal personer dödades och skadades. Gruppen lyckades undkomma oskadda.

## Medlemmar

### Ordinarie medlemmar
- Jesse Hughes – sång, gitarr, basgitarr, slagverk (1998– )
- Josh Homme – trummor, slagverk, gitarr, basgitarr, keyboard, bakgrundssång (1998– )

### Nuvarande turnerande medlemmar
- Dave Catching – gitarr, sång
- Brian O'Connor – basgitarr, sång
- Joey Castillo – trummor

## Diskografi

### Studioalbum
- 2004 – Peace, Love, Death Metal
- 2006 – Death by Sexy
- 2008 – Heart On
- 2015 – Zipper Down
- 2019 – Eagles of Death Metal Presents Boots Electric Performing the Best Songs We Never Wrote

### Singlar
- 2004 – "I Only Want You"
- 2004 – "Speaking in Tongues"
- 2006 – "Shasta Beast"
- 2006 – "I Want You So Hard (Boy's Bad News)"
- 2006 – "I Gotta Feelin' (Just Nineteen)"
- 2006 – "Cherry Cola
- 2008 – "Wannabe in L.A."
- 2008 – "Secret Plans"
- 2008 – "High Voltage"
- 2009 – "Anything 'Cept the Truth"
- 2015 – "Complexity"
- 2015 – "I Love You All the Time"